# Балка (геральдика)
Ба́лка, па́с, або пояс (англ. fess, ісп. faja, нім. Balken, пол. pas, порт. pala, рос. пояс, фр. faixa) — у геральдиці, блазонуванні горизонтальна смуга посередині щита. Займає середню третину щита. Почесна або головна геральдична фігура.

## Галерея

Звичайна
Тонка
Вузька

## Різновиди
|  | Австрійська балка   | у червоному полі срібна балка.     |
|  | Ольденбурзькі балки | у золотому полі дві червоні балки. |